# Skandowanie
Skandowanie (z łac. scandere "wstępować, wchodzić na coś") – dobitny i nienaturalny sposób mówienia, polegający na dzieleniu wypowiedzi na niezróżnicowane prozodyjnie sylaby, bez zaznaczania granic wyrazów. W nauce o literaturze skandowaniem nazywa się recytowanie utworu wierszowanego z regularnym podkreślaniem jego rytmu.